# Pavla Papa (Novi Sad)
Pavla Papa (v srbské cyrilici Павла Папа, doslova v češtině Papeže Pavla) je ulice v hlavním městě srbské autonomní oblasti Vojvodina, Novi Sad. Ulice vede západo-východním směrem a spojuje Bulvár Osvobození s třídou Uspenskou a budovou Národního divadla.

## Historie
Ulice je partná již na mapách druhého vojenského mapování z poloviny 19. století. Jedná se o ulici dochovanou ve své původní podobě, do které zasáhly jen minimálně modernizační tendence přestaveb a rozvoje Nového Sadu po druhé světové válce. Během maďarské okupace se jmenovala Ústavní ulice (maďarsky Alkotmány utca). Po skončení války byla nově vzniklým bulvárem oddělena od navazující ulice Novosadskog sajma. Současný název nese ulice od konce druhé světové války až do současnosti, jmenovala se takto i během existence komunistického režimu v tehdejší Jugoslávii.

## Doprava
Jedná se o méně rušnou městskou ulici s dvěma jízdními pruhy v každém směru. Nízká míra provozu je dána také tím, že ulice je ve směru k třídě Mihajla Pupina zaslepena a ukončena kovovými sloupky. 

## Významné objekty
- Reformovaný kostel
- Rohový dům na adrese Šafarikova 7